# Duplin County
Duplin County [ˈduːplɪn ˈkaʊnti] ist ein County im Bundesstaat North Carolina der Vereinigten Staaten. Der Verwaltungssitz (County Seat) ist Kenansville, das nach General James Kenan benannt wurde. Das County liegt in den USA auf Platz 2 der Schweinezucht und Schweinefleischproduktion.

## Geographie
Das County liegt im mittleren Südosten von North Carolina, ist etwa 60 km vom Atlantik entfernt und hat eine Fläche von 2121 Quadratkilometern, wovon 4 Quadratkilometer Wasserfläche sind. Es grenzt im Uhrzeigersinn an folgende Countys: Wayne County, Lenoir County, Jones County, Onslow County, Pender County und Sampson County.
Duplin County ist in 13 Townships aufgeteilt: Albertson, Cypress Creek, Faison, Glisson, Island Creek, Kenansville, Limestone, Magnolia, Rockfish, Rose Hill, Smith, Warsaw und Wolfscrape.

## Geschichte
Duplin County wurde am 7. April 1750 aus Teilen des New Hanover County gebildet. Benannt wurde es nach Thomas Hay, Viscount Dupplin, später 9. Earl of Kinnoull.

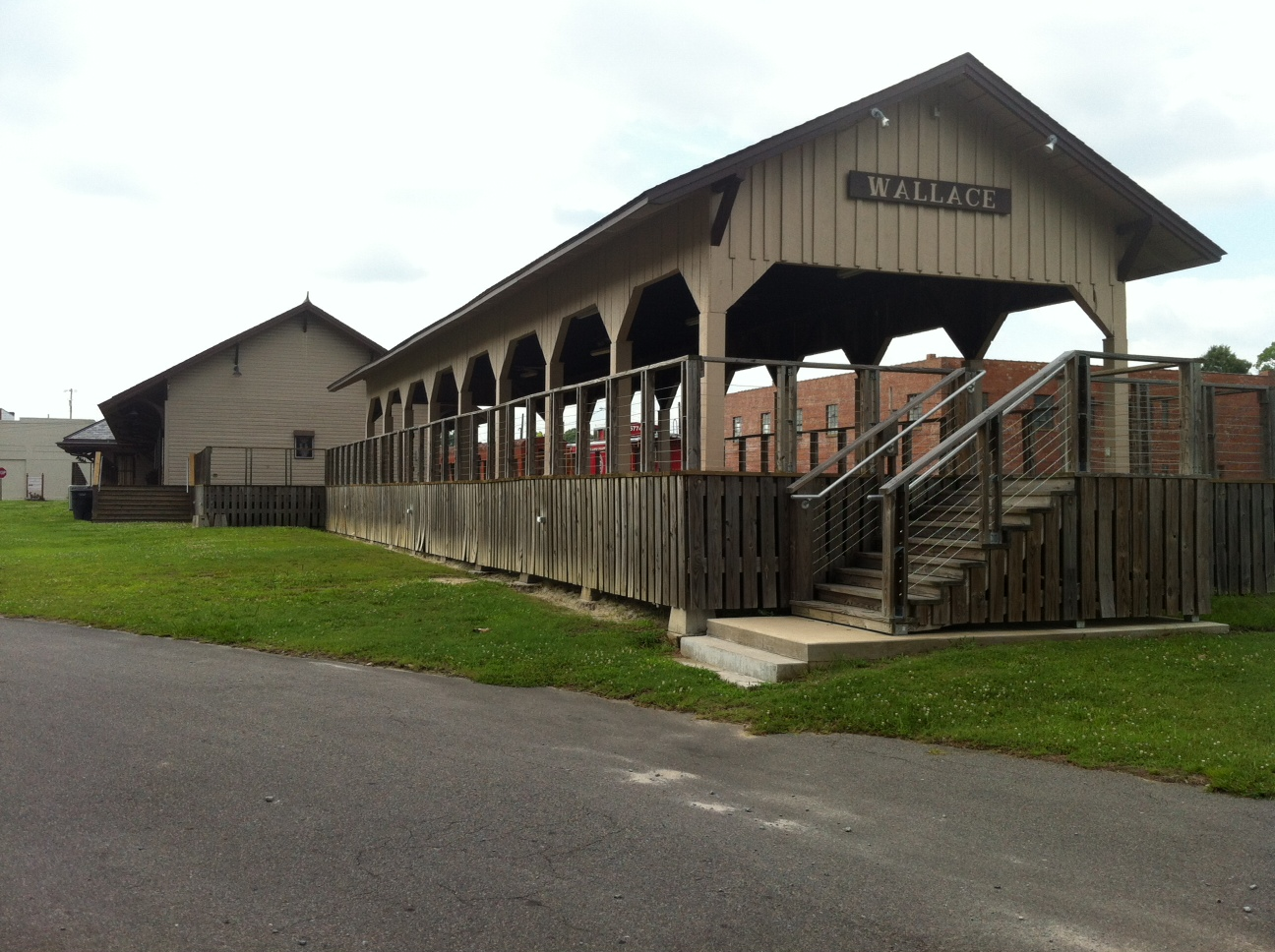
Bahnhof im Wallace Commercial Historic District (2013), der einer von 20 Einträgen des Countys im NRHP ist.

20 Bauwerke und Stätten des Countys sind insgesamt im National Register of Historic Places (NRHP) eingetragen (Stand 28. Februar 2018).

## Demografische Daten
Nach der Volkszählung im Jahr 2000 lebten im Duplin County 49.063 Menschen in 18.267 Haushalten und 13.060 Familien. Die Bevölkerungsdichte betrug 23 Einwohner pro Quadratkilometer. Ethnisch betrachtet setzte sich die Bevölkerung zusammen aus 58,67 Prozent Weißen, 28,94 Prozent Afroamerikanern, 0,23 Prozent amerikanischen Ureinwohnern, 0,15 Prozent Asiaten, 0,07 Prozent Bewohnern aus dem pazifischen Inselraum und 10,87 Prozent aus anderen ethnischen Gruppen; 1,06 Prozent stammten von zwei oder mehr Ethnien ab. 15,14 Prozent der Bevölkerung waren spanischer oder lateinamerikanischer Abstammung.
Von den 18.267 Haushalten hatten 33,2 Prozent Kinder unter 18 Jahren, die bei ihnen lebten. 52,2 Prozent davon waren verheiratete, zusammenlebende Paare, 14,2 Prozent waren allein erziehende Mütter und 28,5 Prozent waren keine Familien. 24,5 Prozent waren Singlehaushalte und in 11,1 Prozent lebten Menschen mit 65 Jahren oder älter. Die Durchschnittshaushaltsgröße betrug 2,63 und die durchschnittliche Familiengröße war 3,10 Personen.
26,1 Prozent der Bevölkerung waren unter 18 Jahre alt. 9,6 Prozent zwischen 18 und 24 Jahre, 29,3 Prozent zwischen 25 und 44 Jahre, 22,1 Prozent zwischen 45 und 64, und 12,9 Prozent waren 65 Jahre alt oder Älter. Das Durchschnittsalter betrug 35 Jahre. Auf alle weibliche Personen kamen 98,3 männliche Personen. Auf alle Frauen im Alter von 18 Jahren oder darüber kamen 95,6 Männer.
Das jährliche Durchschnittseinkommen eines Haushalts betrug 29.890 $ und das jährliche Durchschnittseinkommen einer Familie betrug 34.760 $. Männer hatten ein durchschnittliches Einkommen von 26.212 $ gegenüber den Frauen mit 20.063 $. Das Prokopfeinkommen betrug 14.499 $. 19,4 Prozent der Bevölkerung und 15,3 Prozent der Familien lebten unterhalb der Armutsgrenze. 22,5 Prozent von ihnen sind Kinder und Jugendliche unter 18 Jahre und 22,7 Prozent sind 65 Jahre oder älter.